# Championnats d'Europe de kin-ball
Le premier championnat d'Europe de kin-ball a eu lieu en 2003 à Angers en France. Le second championnat d'Europe a eu lieu du 29 octobre au 2 novembre 2008 à Sarrelouis en Allemagne. Le troisième championnat d'Europe a eu lieu du 27 au 30 octobre 2010 à Villeneuve-d'Ascq en France.

## Palmarès

### Masculin
| Année | Ville             | Médaille d'or | Médaille d'argent      | Médaille de bronze   |
| ----- | ----------------- | ------------- | ---------------------- | -------------------- |
| 2003  | Angers            | Belgique      | France - Pays de Loire | France - Pays breton |
| 2008  | Sarrelouis        | Belgique      | Espagne                | France               |
| 2010  | Villeneuve-d'Ascq | France        | Belgique               | Espagne              |
| 2012  | Neuchâtel         | Belgique      | Suisse                 | France               |
| 2014  | Hradec Králové    | Belgique      | Suisse                 | France               |

### Féminin
| Année | Ville             | Médaille d'or | Médaille d'argent      | Médaille de bronze   |
| ----- | ----------------- | ------------- | ---------------------- | -------------------- |
| 2003  | Angers            | Belgique      | France - Pays de Loire | France - Pays breton |
| 2008  | Sarrelouis        | France        | Allemagne              | Belgique             |
| 2010  | Villeneuve-d'Ascq | Belgique      | France                 | Espagne              |
| 2012  | Neuchâtel         | France        | Belgique               | Suisse               |
| 2014  | Hradec Králové    | Belgique      | France                 | Suisse               |

## Médailles par pays
|      | Tableau Masculin |    |        |        |       |
| Pos. | Pays             | Or | Argent | Bronze | Total |
| Pos. | Pays             |    |        |        | Total |
| 1    | Belgique         | 4  | 1      | 0      | 5     |
| 2    | France           | 1  | 1      | 4      | 6     |
| 3    | Suisse           | 0  | 2      | 0      | 2     |
| 4    | Espagne          | 0  | 1      | 1      | 2     |

|      | Tableau Féminin |    |        |        |       |
| Pos. | Pays            | Or | Argent | Bronze | Total |
| Pos. | Pays            |    |        |        | Total |
| 1    | Belgique        | 3  | 1      | 1      | 5     |
| 2    | France          | 2  | 3      | 1      | 6     |
| 3    | Allemagne       | 0  | 1      | 0      | 1     |
| 4    | Suisse          | 0  | 0      | 2      | 2     |
| 5    | Espagne         | 0  | 0      | 1      | 1     |